# 3464 Owensby
3464 Owensby (1983 BA) là một tiểu hành tinh vành đai chính được phát hiện ngày 16 tháng 1 năm 1983 bởi E. Bowell ở Flagstaff (AM).